# Алжан Жармухамедов
Алжан Жармухамедов (2 жовтня 1944 — 3 грудня 2022) — радянський баскетболіст.
Олімпійський чемпіон 1972 року, бронзовий призер 1976 року.
Срібний призер Чемпіонату світу 1978 року.
Бронзовий призер Чемпіонату світу 1970 року.
Чемпіон Європи 1967, 1971, 1979 років.
Срібний призер Чемпіонату Європи 1975 року.